# The Raconteurs
The Raconteurs is een Amerikaanse rockband opgericht in 2006. Zanger en gitarist Jack White is vooral bekend van rockband The White Stripes.

## Samenstelling
- Jack White (van The White Stripes) - zang, gitaar, keyboards, synthesizers
- Brendan Benson - zang, gitaar, keyboards
- Jack Lawrence (van The Greenhornes en Blanche) - bas
- Patrick Keeler (van The Greenhornes) - drums

Alleen bij live concerten:
- Dean Fertita (van Queens of the Stone Age en The Waxwings) - gitaar, keyboard, viool

## Biografie

### Oprichting
De band is, volgens de officiële site, opgericht op een zolder tijdens een hete zomer. Jack White en Brendan Benson schreven daar Steady, As She Goes. Dit nummer gaf zoveel inspiratie dat ze een band oprichtten waar Jack Lawrence en Patrick Keeler bij kwamen. Ze begonnen met opnemen in 2005.

### Steady, As She Goes
Het nummer Steady, As She Goes werd hun eerste hitsingle. Het nummer kwam uit op een 7"-vinyl met als B-kant Store Bought Bones en op cd-formaat met als B-kant Bane Rendition. In december 2006 werd het nummer verkozen tot Song van het jaar door VPRO's 3VOOR12.

### Broken Boy Soldiers
Broken Boy Soldiers is het debuutalbum van The Raconteurs dat uitkwam op 15 en 16 mei 2006 in respectievelijk het Verenigd Koninkrijk en de Verenigde Staten. Het album is opgenomen in Bensons eigen huisstudio in Detroit, Michigan. Van het album verschenen Steady, As She Goes, Hands en de titeltrack op single.

## Discografie

### Albums
| Album met eventuele hitnotering(en) in de Nederlandse Album Top 100 | Datum van verschijnen | Datum van binnenkomst | Hoogste positie | Aantal weken | Opmerkingen |
| ------------------------------------------------------------------- | --------------------- | --------------------- | --------------- | ------------ | ----------- |
| Broken boy soldiers                                                 | 2006                  | 20-05-2006            | 40              | 14           |             |
| Consolers of the lonely                                             | 2008                  | 29-03-2008            | 29              | 6            |             |

| Album met hitnotering(en) in de Vlaamse Ultratop 200 albums | Datum van verschijnen | Datum van binnenkomst | Hoogste positie | Aantal weken | Opmerkingen |
| ----------------------------------------------------------- | --------------------- | --------------------- | --------------- | ------------ | ----------- |
| Broken boy soldiers                                         | 2006                  | 27-05-2006            | 15              | 17           |             |
| Consolers of the lonely                                     | 2008                  | 05-04-2008            | 8               | 16           |             |

### Singles
| Single met hitnotering(en) in de Vlaamse Ultratop 50 | Datum van verschijnen | Datum van binnenkomst | Hoogste positie | Aantal weken | Opmerkingen |
| ---------------------------------------------------- | --------------------- | --------------------- | --------------- | ------------ | ----------- |
| Steady, As She Goes                                  | 2006                  | 20-05-2006            | tip5            | -            |             |
| Many Shades of Black                                 | 2008                  | 18-10-2008            | tip14           | -            | met Adele   |

### Dvd's
| Dvd's met hitnoteringen in de Nederlandse Music Top 30 | Datum van verschijnen | Datum van binnenkomst | Hoogste positie | Aantal weken | Opmerkingen |
| ------------------------------------------------------ | --------------------- | --------------------- | --------------- | ------------ | ----------- |
| Live at Montreux 2008                                  | 2012                  | 30-06-2012            | 29              | 1            |             |

## The Saboteurs
De band heet in Australië The Saboteurs omdat daar al een band bestond die "Raconteurs" heette. Die band ging niet in op het aanbod van de platenmaatschappij om de naam af te kopen.